# 전상조
전상조(1982년 3월 19일 ~ )는 대한민국의 성우로, 2012년 한국방송 성우극회 공채 37기로 입사했다.

## 출연작품

### 애니메이션
- 헬로 카봇 (KBS) - 아머포스
  - 헬로 카봇 X (SBS) - 아머포스 X

### 외화
- 닥터후 시즌 8(KBS) - 알 (맷 버독)
- 리썰 웨폰(KBS) - 로저 주니어(덴테 브라운) / 크루즈(리처드 카브랄) / 칼슨(드류 립슨,16화)
- 전쟁과 평화 (KBS) - 보리스(아뉴린 바나드) / 청소년 페챠 로스토프(오토 패런트) / 랑발 대위(티보 에브라르) / 청소년 니콜루슈카(애슐리 징겔)

### 다큐
- 2014.04.11 하나뿐인 지구 (EBS) 기후변화 특집 2부 - 히말라야 대재앙, 빙하 쓰나미
- 2014.05.16 하나뿐인 지구 (EBS) 녹색여가 1부 - 야구, 녹색세상을 꿈꾸다
- 2014.08.08 하나뿐인 지구 (EBS) 시골 학교, 도시 아이들
- 2014.08.29 하나뿐인 지구 (EBS) 기후변화 특집 2부 - 히말라야 대재앙, 빙하 쓰나미
- 2014.10.10 하나뿐인 지구 (EBS) 바나나의 경고! 해외 병해충과의 전쟁
- 2014.11.21 KBS 파노라마 (KBS) 21세기 짜르의 탄생, 푸틴
- 2015.04.01 동물의 세계 (KBS) 동물들의 놀라운 감각세계 - 시력 (1)
- 2015.04.02 동물의 세계 (KBS) 동물들의 놀라운 감각세계 - 시력 (2)
- 2015.04.06 동물의 세계 (KBS) 동물들의 놀라운 감각세계 - 시력 (3)
- 2015.04.03 하나뿐인 지구 (EBS) 황금의 부활
- 2015.10.17 동물의 왕국 (KBS) 로키 산맥 퓨마의 위태로운 삶
- 2016.03.17 동물의 세계 (KBS) 동물원 이야기 - 휩스네이드 동물원의 24시간 (1)
- 2016.03.21 동물의 세계 (KBS) 동물원 이야기 - 휩스네이드 동물원의 24시간 (2)
- 2016.03.22 동물의 세계 (KBS) 동물원 이야기 - 휩스네이드 동물원의 24시간 (3)
- 2016.08.03 KBS 리우 올림픽 특선다큐 올림픽 전설과의 특별한 승부 (KBS)
- 2016.11.27 동물의 왕국 (KBS) 로키산맥 퓨마의 위태로운 삶
- 2016.12.11 동물의 왕국 (KBS) 인류의 요람, 세렝게티

### 라디오 드라마
소설극장 (KBS 3라디오)
- 2012.03.02 ~ 2012.04.08 최문희 <난설헌> (허봉 役)
- 2012.04.09 ~ 2012.07.06 천명관 <나의 삼촌, 브루스 리> (도치/김실장 役 외)
- 2012.07.07 ~ 2012.08.03 김주영 <잘가요 엄마> (외삼촌 役)
- 2012.08.04 ~ 2012.10.05 이정명 <별을 스치는 바람> (정인섭 / 김만교 役 외)
- 2012.10.06 ~ 2012.11.09 백영옥 <실연당한 사람들을 위한 일곱시 조찬모임> (진행자 役)
- 2012.11.10 ~ 2012.12.19 이승우 <지상의 노래> (박영민 중위 役)
- 2012.12.20 ~ 2013.01.24 조세희 <난장이가 쏘아올린 작은 공> (윤호 役 외)
- 2013.01.25 ~ 2013.03.07 심윤경 <사랑이 달리다> (박진석 役)
- 2013.03.08 ~ 2013.04.06 백가흠 <나프탈렌> (민진홍 役)
- 2013.04.07 ~ 2013.05.03 이주호, 황조윤 <광해, 왕이 된 남자> (박충서 役)
- 2013.05.04 ~ 2013.07.07 김진명 <몽유도원> (박상훈 役)
- 2013.08.03 ~ 2013.10.02 이정명 <천국의 소년> (러셀 役)
- 2013.10.03 ~ 2014.01.20 조정래 <정글만리> (자크 카방 役)

라디오 극장 (KBS 한민족 방송)
- 2012.03.01 ~ 2013.03.31 조정래 <황토> (헌병 役 외)
- 2012.04.01 ~ 2012.04.30 김탁환 <열녀문의 비밀> (호방 役 외)
- 2012.06.01 ~ 2012.06.30 성석제 <도망자 이치도> (경찰 役 외)
- 2012.07.01 ~ 2012.07.31 김별아 <논개> (왜장 役 외)
- 2012.11.01 ~ 2012.11.30 김별아 <채홍> (사신2 / 대신2 役)
- 2012.12.01 ~ 2012.12.31 명지현 <교군의 맛> (김실장 役 외)
- 2013.01.01 ~ 2013.01.31 김탁환 <허균, 최후의 19일> (박충남 役 외)
- 2013.02.01 ~ 2013.02.28 이명랑 <천사의 세레나데> (경성 삼촌 役)
- 2013.03.01 ~ 2013.03.31 최일남 <그리고 흔들리는 배> (김 대리 役)
- 2013.04.01 ~ 2013.04.30 양귀자 <모순> (진모 役)
- 2013.05.01 ~ 2013.05.31 성석제 <위풍당당> (청년시절 영필 / 용석 役)
- 2013.06.01 ~ 2013.06.30 이도우 <사서함 110호의 우편물> (장일봉 / 아이돌 1 役)
- 2013.07.01 ~ 2013.07.31 박선희 <도미노 구라파식 이층집> (김도현 役)
- 2013.08.01 ~ 2013.08.31 주호민 <신과 함께 - 저승편> (염제 役 외)
- 2013.09.01 ~ 2013.09.30 윤천수 <마지막 콜사인> (이점생 役 외)
- 2013.12.01 ~ 2013.12.31 조완선 <천년을 훔치다> (최만준 役)
- 2016.07.01 ~ 2016.07.31 장용민 <궁극의 아이> (신가야 役)

라디오 독서실 (KBS 2라디오)
- 2012.03.11 전보미 <폭우> (소방대원 役)
- 2012.03.18 최민석 <부산 말로는 할 수 없었던 이방인 부르스의 말로> (리씨 役)
- 2012.04.29 은희경 <빈처> (태원 役)
- 2012.05.13 윤후명 <모든 별들은 음악소리를 낸다> (경찰 役)
- 2012.05.27 김소진 <눈사람 속의 검은 항아리> (사내 役)
- 2012.06.24 김만중 <사씨 남정기> (사내 役)
- 2012.08.26 이영훈 <모두가 소녀시대를 좋아해> (동료 役)
- 2012.10.14 김수정 <삵> (업자 役)
- 2012.12.09 편혜영 <블랙아웃> (사내 役)
- 2012.12.16 백가흠 <더 송 The song> (대학생 役)
- 2013.01.06 작자미상 <장끼전> (부엉이 役)
- 2013.01.13 김종광 <낙서문학사 발흥자편> (류석판 役)
- 2013.01.27 임은정 <기막힌 동거> (동곤 役)
- 2013.02.17 김애란 <침묵의 미래> (질의/노인 役)
- 2013.02.24 이평재 <당신이 모르는 이야기> (법의학자 役)
- 2013.03.03 윤성희 <못생겼다고 말해줘> (외삼촌 役)
- 2013.03.17 최진영 <어디쯤> (파카맨 役)
- 2013.03.24 정세랑 <옥상에서 만나요> (선배 役)
- 2013.03.31 최민우 <반 ː> (권박사 役)
- 2013.04.28 김  숨 <그 밤의 경숙> (배달원 役)
- 2013.05.19 김경욱 <인생은 아름다워> (국어/낭독 役)
- 2013.06.30 박민규 <아...르무...리...오> (이수복 役)
- 2013.07.07 김희선 <이제는 우리가 헤어져야 할 시간> (대변인 役)
- 2013.07.21 서미애 <남편을 죽이는 서른가지 방법> (정명준 役)
- 2013.08.25 곽재동 <안락사> (형사 役)
- 2013.09.08 박완서 <배반의 여름> (전구라 役)
- 2013.10.06 은희경 <서정시대> (남자 役)
- 2013.10.20 윤후명 <알함브라 궁전의 추억> (도매상 役)
- 2013.11.03 김덕희 <전복> (형사 役)
- 2013.12.29 김여선 <봄밤> (동창 役)
- 2014.02.02 이세은 <달로 간 파이어니어> (K 役)
- 2014.09.28 김용희 <향나무 베개를 베고 자는 잠> (남자 役)
- 2018.01.28 김저운 <마지막 식사> (해설)

KBS 무대 (KBS 한민족 방송)
- 2012.04.21 전서현 <세상에서 가장 아름다운 만남> (택배 직원 役)
- 2012.12.08 장복심 <울엄마 봉순씨> (직원2 役)
- 2012.12.29 남  정 <아버지의 바다> (형사2 役)
- 2013.04.13 이순애 <날아라, 버스야> (행인 役)
- 2013.05.04 박영주 <홍제원 여인> (백성 役)
- 2013.06.01 육선희 <별이 빛나는 밤에> (슬비 매니저 役)
- 2013.06.08 김두남 <패밀리 연가> (경찰 役)
- 2013.06.22 조호산 <노을> (사내 役)
- 2013.07.27 전희영 <고해> (중년 남자 役)
- 2013.08.24 명은주 <진상 패밀리> (남학생 役)
- 2013.10.12 <청담동 개츠비> (친구 役)
- 2013.12.07 문지영 <한없이 낮은 슬픔> (남직원 役)
- 2014.05.17 구지숙 <환승> (지혁 役)

책 읽는 밤 (KBS 1라디오)
- 2013.04.24 지크문트 바우만 <고독을 잃어버린 시간>
- 2013.04.27 기욤뮈소 <구해줘>
- 2013.05.03 미치 앨봄 <모리와 함께한 화요일>
- 2013.05.04 오쿠다 히데오 <남쪽으로 튀어>
- 2013.05.09 이철환 <연탄길>
- 2013.05.10 블레이크 모리슨 <아버지를 마지막으로 본 것이 언제입니까>
- 2013.05.11 메이어 샬레브 <내 러시아 할머니의 미제 청소기>
- 2013.05.22 정수복 <프로방스에서의 완전한 휴식>
- 2013.05.25 천명관 <나의 삼촌 브루스리(1)>
- 2013.05.29 제임스 할먼 <나는 무엇을 원하는가?>
- 2013.06.01 천명관 <나의 삼촌 브루스리(2)>
- 2013.06.13 이어령 <축소 지향의 일본인>
- 2013.06.21 톨스토이 <안나 까레리나>
- 2013.06.28 맥스 브룩스 <세계 대전 Z>
- 2013.07.19 더글라스 케네디 <빅 피처>
- 2013.07.25 황대권 <야생초 편지>
- 2013.08.01 엘빈 토플러 <제 3의 물결>
- 2013.08.08 히가시노 게이고 <신참자>
- 2013.08.16 에밀리 브론테 <폭풍의 언덕>
- 2013.10.02 프란츠 카프카 <변신>
- 2013.10.03 파트리크 쥐스킨트 <좀머씨 이야기>
- 2013.10.11 마이클 루이스 <머니볼>
- 2013.10.23 헤르만 헤세 <나르치스와 골드문트>
- 2013.11.08 루이스 세풀베다 <연애소설 읽는 노인>
- 2013.11.13 레오 톨스토이 <안나 카레니나>
- 2013.11.15 위화 <제 7일>
- 2013.11.20 김훈 <남한산성>
- 2013.11.21 스티브 맥비커 <아이 러브 필립 모리스>
- 2013.11.28 리 차일드 <원샷>
- 2013.12.06 존 칼린 <인 빅터스>
- 2013.12.07 김중혁 <무방향 버스>
- 2013.12.10 김정후 <발전소는 어떻게 미술관이 되었는가>
- 2013.12.18 게오르그 짐멜 <돈의 철학>
- 2013.12.27 존 로널드 로웰 톨킨 <호빗>
- 2014.02.01 코난 도일 <빈집의 모험>
- 2014.02.28 김구 <백범일지 (1)>
- 2014 03.01 김구 <백범일지 (2)>
- 2014.03.14 슈테판 츠바이크 <체스 이야기>

대한민국 경제실록 (KBS 1라디오)
- 2012.01.02 ~ 2012.03.02 제11화 제5공화국 경제수석실 (기자 役)
- 2012.03.05 ~ 2012.05.01 제12화 산업인력 해외진출사 (윤학성 役 외)
- 2012.05.02 ~ 2012.07.13 제13화 5공화국 사채파동 (비서관 役 외)
- 2012.09.24 ~ 2012.12.07 제15화 한국 경제의 여명기 (국장 役 외)
- 2012.12.10 ~ 2013.02.22 제16화 재벌의 맹아기 (김재명 役 외)
- 2013.02.26 ~ 2013.05.23 제17화 강남의 역사 (차장 役 외)
- 2013.05.24 ~ 2013.07.22 제18화 3저호황과 한국경제 (국회의원 役 외)
- 2013.07.22 ~ 2013.09.13 제19화 국책사업, 그 빛과 그림자 (서대석)
- 2013.09.16 ~ 2013.10.25 제20화 유통 산업의 역사 (마쓰다 외)

다큐멘터리 혁신의 승부사 (KBS 1라디오)
- 2013.10.28 ~ 2013.12.31 페이스북, 세상을 모두 연결하라. (타일러 윙클보스 / 교수 役)

오늘의 신문 2부 (KBS 3라디오)
- 2012.05.21 ~ 2012.11.03 (기사 낭독)

사랑의 책방 (KBS 3라디오)
- 2013.01.21 ~ 2014.01.05  <시 한편 마음 한조각> (시 낭송)

다큐멘터리 역사를 찾아서 (KBS 1라디오)
- (연기)

특별기획 아주 특별한 기부 <내 인생의 책> (KBS 3라디오)
- 2012.07.29 김구 <백범일지> (윤봉길 役)
- 2012.08.26 간디 자서전 (아들 役)
- 2012.10.28 김승옥 <무진기행> (박 役)
- 2012.12.23 빅터 프랭클 <죽음의 수용소에서> (주치의 役)
- 2013.06.23 니코스 카잔차키스 <그리스인 조르바> (나 役)

### 방송
- 우리동네 예체능 (KBS2) - (현장 멘트)
- 미라클 멜로디 (투니버스) - 프로듀서

### 영화
- 명탐정 코난 : 코난 실종사건 - 조